# 中村靖日
中村 靖日（なかむら やすひ、1972年〈昭和47年〉11月15日 - 2024年〈令和6年〉7月10日）は、日本の俳優。ザズウ所属。
大阪府出身。武蔵野美術大学大学院造型研究科デザイン専攻映像コース修了。

## 略歴
武蔵野美術大学在学中より自主映画制作に関わり、同大学の佐藤信介が初監督を務めた16ミリ映画『寮内厳粛』にスタッフとして参加するとともに、本を読む浪人生役で出演。同作品が1994年のPFFアワードでグランプリを受賞し劇場公開されたことで、劇場映画デビューを果たす。
武蔵野美術大学の大学院へ進学し、造型研究科デザイン専攻映像コースを修了の後、佐藤信介が脚本を手がけた映画『東京夜曲』（1997年、市川準監督）、映画『ざわざわ下北沢』（2000年、市川準監督）などに出演し、本格的に俳優としての活動を開始。
鈴木卓爾・矢口史靖が共同監督を務めた映画『パルコ フィクション』（2002年）や、犬童一心監督の映画『ジョゼと虎と魚たち』（2003年）などへの出演を経て、2005年の内田けんじ監督の映画『運命じゃない人』に主演して一躍注目を浴びる。
その後も数々の映画や、連続テレビ小説『ゲゲゲの女房』『ごちそうさん』『謎解きはディナーのあとで』など話題のテレビドラマへ出演。2007年からはNHKのコントバラエティ番組『サラリーマンNEO』にレギュラー出演した。
2024年7月10日、急性心不全のため死去した。51歳没。訃報は同月14日に所属事務所を通して発表された。

## 人物
身長166cm。血液型はO型。特技・趣味は野球。

## 出演

### テレビドラマ
- ケータイ刑事 銭形零（2004年、BS-i） - 滋賀代表・しのび刑事 役
- エースをねらえ！（2004年） - テニスショップの店員 役
- マイ☆ボス マイ☆ヒーロー（2006年、日本テレビ） - 太田治 役
- 富豪刑事デラックス 第1話、第2話（2006年、テレビ朝日）
- エラいところに嫁いでしまった!（2007年、テレビ朝日）
- 連続テレビ小説（NHK総合）
  - 芋たこなんきん（2007年） - 清二 役
  - ゲゲゲの女房（2010年） - 中森恒夫 役
  - ごちそうさん （2013年） - 高木馬介 役
  - エール（2020年） - 富田崇 役
  - 舞いあがれ!（2022年）- 古川輝海 役
- 医龍-Team Medical Dragon-2 （2007年10月 - 12月、フジテレビ） - 野村博人 役
  - 医龍-Team Medical Dragon-3 第9話・最終話（2010年12月9日・16日、フジテレビ） - 野村博人 役
- ハチミツとクローバー（2008年2月、フジテレビ） - 薄井良一
- ロス:タイム:ライフ 第1節〜第3節・第5節[由香里]・第9節（2008年、フジテレビ） - 副審 役
- トリハダ3〜夜ふかしのあなたにゾクッとする話を 第三話「偽装された殺意の行方」（2008年、フジテレビ）
- ザ・クイズショウ（2008年、日本テレビ） - 毎回ゲストに招待状を出す銀河テレビの案内人 役
- 横山秀夫 ルパンの消息（2008年 WOWOW） - 刑事 役
- 33分探偵（2008年、フジテレビ） - 腹話術師 役
- 風のガーデン（2008年、フジテレビ） - 『森のバー』マスター 役
- 本日も晴れ。異状なし（2009年、TBS）
- BOSS 1stシーズン CASE01「最強アラフォー訳あり女刑事、いわくつきチームのボスになる!」（2009年4月16日、フジテレビ） - 銀行員、小島文彦 役
- 魔女裁判（2009年、フジテレビ） - 陪審員、パープル（田所秀雄）役
- 天才てれびくんMAX ビットワールド（2009年、NHK教育）- BFCのボス 役
- マイガール 第7話（2009年11月20日、テレビ朝日） - 健二 役
- リアル・クローズ（2009年12月1日、関西テレビ製作/フジテレビ） - 双葉公彦 役
- 土曜ドラマ・外事警察 第4話（2009年12月5日、NHK総合） - 和泉大我 役
- 土曜プレミアム（フジテレビ）
  - 新春スペシャルドラマ「最後の約束」（2010年1月9日）
  - ナースのお仕事 再会編（2014年11月1日）
- 特上カバチ!! 最終話（2010年3月21日、TBS） - 水野 役
- SOIL（2010年、WOWOW)
- 絶対零度〜未解決事件特命捜査〜 第2話（2010年4月20日、フジテレビ） - 東海林光輝医師 役
- ハンマーセッション! 第1話（2010年7月10日、TBS） - 警察官 役
- 天使のわけまえ（2010年7月 - 8月、NHK総合） - 山田健一 役
- MM9-MONSTER MAGNITUDE-（2010年、毎日放送） - 森橋 光一郎役
- 逃亡弁護士 最終話（2010年9月14日、関西テレビ） - 裁判長役
- 闇金ウシジマくん 第4-9話 （2010年11月2日 - 12月14日、毎日放送） - 小堀豊 役
- 検事・鬼島平八郎 第3話（2010年11月5日、テレビ朝日・朝日放送） - 川口 役
- 宇宙犬作戦 第16話（2010年11月12日、テレビ東京） - スワン弁護士 役
- パーフェクト・リポート 第8-10話（2010年12月5・12日・19日、フジテレビ）
- CONTROL〜犯罪心理捜査〜 第5話 （2011年2月8日、フジテレビ） - 横山 役
- 相棒 Season 9 第17話「陣川警部補の活躍」（2011年3月2日、テレビ朝日） - 門馬悟 役
- 横山秀夫サスペンス 第4話 仕返し（2011年4月10日、WOWOW） - 三ツ鐘署員 役
- 華和家の四姉妹 第1話（2011年7月10日、TBS） - 晃一 役
- NHKスペシャル 未解決事件 file.01「グリコ・森永事件」（2011年7月29・30日、NHK総合） - 上原 役
- チーム・バチスタ3 アリアドネの弾丸（2011年7月 - 9月、関西テレビ） - 玉村誠 役
- 謎解きはディナーのあとで（2011年10月 - 12月、フジテレビ） - 山繁悟 役
  - 謎解きはディナーのあとでスペシャル（2012年3月27日、フジテレビ） - 山繁悟 役
  - 謎解きはディナーのあとでスペシャル〜風祭警部の事件簿〜（2013年8月2日、フジテレビ） - 山繁悟 役
- 山村美紗サスペンス 黒の滑走路シリーズ（フジテレビ） - 木島拓次 役
  - 黒の滑走路〜禁じられた一族〜（2012年1月13日）
  - 黒の滑走路2〜花婿がみた悪魔〜（2012年5月25日）
  - 黒の滑走路3（2013年8月9日）
  - 羽田空港殺人事件～黒の滑走路4～（2014年5月2日）
  - 羽田空港殺人事件～黒の滑走路5～（2019年3月23日）
- Fallen Angel（2012年1月 - 3月、BS朝日） - 及川洋一 役
- 13歳のハローワーク 最終話（2012年3月9日、テレビ朝日）
- ハングリー! 最終話（2012年3月20日、関西テレビ）
- ATARU（2012年4月 - 6月、TBS） - 犬飼甲子郎 役
- リッチマン、プアウーマン（2012年7月 - 9月、フジテレビ） - 小川智史 役
  - リッチマン、プアウーマン in ニューヨーク（2013年4月1日、フジテレビ）
- よる★ドラ・恋するハエ女（2012年11月 - 12月、NHK総合） - 吉田純一 役
- 土曜ドラマスペシャル・メイドインジャパン（2013年1月 - 2月、NHK総合） - 工藤文也 役
- 連続ドラマW・ソドムの林檎〜ロトを殺した娘たち（2013年3月 - 4月、WOWOW） - 弁護人 役
- BS時代劇・妻は、くノ一（2013年4月5日 - 5月24日、NHK BSプレミアム） - 原田朔之助 役
  - 妻は、くノ一 〜最終章〜（2014年5月23日 - 6月20日）
- 確証〜警視庁捜査3課（2013年4月 - 6月、TBS） - 桑名光 役
- 水曜ミステリー9（テレビ東京）
  - 監察医・篠宮葉月 死体は語るシリーズ 第13作 - 第15作（2013年6月19日 - 2014年8月27日） -  岡耕介 役
  - さすらい署長 風間昭平11（2014年10月8日） - 伊野武 役
  - 森村誠一サスペンス 刑事の証明8（2014年10月22日） - 東海林幹生 役
  - 特命おばさん検事! 花村絢乃の事件ファイル5（2017年1月11日） - 蜷川哲也 役
- 天魔さんがゆく 第6話（2013年9月2日）- 村役場職員 村杉 役
- 金田一耕助VS明智小五郎（2013年9月23日、フジテレビ） - 室岡啓次 役
- 神様のベレー帽〜手塚治虫のブラック・ジャック創作秘話〜（2013年9月24日、関西テレビ） - 狭間士郎 役
- 金曜ロードSHOW!特別ドラマ企画（日本テレビ）
  - 最高のおもてなし（2014年2月28日） - 松尾庄一郎 役
  - Dr.ナースエイド（2014年11月7日） - 田村孝次 役
- 花咲舞が黙ってない 第3話（2014年4月30日、日本テレビ） - 営業課長 門脇 役
- 刑事110キロ 第2シリーズ 第5話（2014年5月29日、テレビ朝日） - 警官 役
- 松本清張ドラマスペシャル・死の発送（2014年5月30日、フジテレビ） - 鈴木 役
- ラスト・ドクター〜監察医アキタの検死報告〜 第1話（2014年7月11日、テレビ東京） - 田所 役
- 孤独のグルメ Season4 特別編 （2014年8月9日、テレビ東京） - 稲永勝臣 役
- 金田一少年の事件簿N(neo) 第8話（2014年9月13日、日本テレビ） - 祭沢一心 役
- なぜ少女は記憶を失わなければならなかったのか?〜心の科学者・成海朔の挑戦〜（2014年10月1日、日本テレビ） - 瀬田晃司 役
- 新・刑事吉永誠一 第4話（2014年11月7日、テレビ東京） - 大山直樹 役
- ウルトラマンギンガS 第11話（2014年11月18日、テレビ東京） - 吉田 役
- プレミアムドラマ・ナンシー関のいた17年（2014年12月14日、NHK BSプレミアム） - いとうせいこう 役
- 私たちがプロポーズされないのには、101の理由があってだな 第8話（2014年12月23日、LaLa TV） - 高橋義彦 役
- 新春ドラマスペシャル・大使閣下の料理人（2015年1月3日、フジテレビ） - 幸山秀明 役
- DOCTORS3 最強の名医 第1話（2015年1月8日、テレビ朝日） - 田部兼造 役
- 保育探偵25時〜花咲慎一郎は眠れない!!〜 第4話（2015年2月6日） - 奥田健太郎 役
- 月曜ミステリーシアター「警部補・杉山真太郎〜吉祥寺署事件ファイル」第6話（2015年2月16日） - 小山田五郎 役
- ドS刑事（2015年4月 - 6月、日本テレビ） - 中根昌信 役
- 土曜オリジナルドラマ 連続ドラマW・夢を与える（2015年5月16日 - 6月6日、WOWOW） - 一場 役
- ホテルコンシェルジュ 第2話（2015年7月14日、TBS） - 井坂正巳 役
- 別れたら好きな人（2015年9月28日 - 11月27日、東海テレビ） - 中野啓太 役
- 土曜ワイド劇場（テレビ朝日）
  - 新・ヤメ検の女6（2015年11月7日） - 鴨下大輔 役
  - 特別企画「スペシャリスト4」（2015年12月12日） - 田辺晴文 役
  - 「100の資格を持つ女〜ふたりのバツイチ殺人捜査〜12」（2017年3月4日） ‐ 江藤隆史 役
- 世にも奇妙な物語 映画監督編 「嘘が生まれた日」（2015年11月28日） ‐ ウェイター 役
- 悪党たちは千里を走る（2016年1月20日 - 3月23日、TBS） - 陰木光 役
- ナオミとカナコ 最終話（2016年3月17日、フジテレビ） - 周 役
- 望郷 「みかんの花」（2016年9月28日、テレビ東京） - 宮田達也 役
- シリーズ・江戸川乱歩短編集II 妖しい愛の物語（NHK BSプレミアム）
  - 『人間椅子』（2016年12月28日） - ナレーション（人間椅子） 役
- ドラマ10 お母さん、娘をやめていいですか?（2017年2月3日、NHK総合） - 川端貴之 役
- 三匹のおっさん 第3シリーズ 最終話（2017年3月10日、テレビ東京） - 杉浦亮平 役
- 炎の経営者（2017年3月19日、フジテレビ） - 浜野喜久麿 役
- 僕たちがやりました（2017年7月18日 - 9月19日、フジテレビ） - 栗原刑事 役
- さぼリーマン甘太郎 第6話（2017年8月18日、テレビ東京） - 松沢しげお 役
- 伝七捕物帳2 第3話（2017年8月18日、NHK BSプレミアム） ‐ 朝吉 役
- 特命刑事 カクホの女 第6話（2018年3月2日、テレビ東京） ‐ 星野健介 役
- 天才バカボン3〜愛と青春のバカ田大学〜（2018年5月4日、日本テレビ） - サリー 役[4]
- 金曜プレミアム 「船越英一郎殺人事件」（2018年8月24日、フジテレビ） - 三木本新 役
- 忘却のサチコ 第1歩「食べて! 忘れる! ごほうビーフ」（2018年10月12日、テレビ東京） - 久野店長 役
- モンローが死んだ日（2019年1月6日 - 1月27日、NHK BSプレミアム） ‐ 駒田一志 役
- 関西テレビ開局60周年特別ドラマ「BRIDGE はじまりは1995.1.17神戸」（2019年1月15日、関西テレビ）- 小比類巻葵 役
- 刑事ゼロ 第2話「2つの別荘で…密室殺人!! 記憶ない刑事が7年前の冤罪に挑む」（2019年1月17日、テレビ朝日） - 芹野泰夫 役
- 約束のステージ 〜時を駆けるふたりの歌〜（2019年2月22日、読売テレビ・日本テレビ系） - 小林 役
- デジタル・タトゥー 第2話（2019年5月25日、NHK総合） ‐ 大野孝史 役
- ベビーシッター・ギン! 第10話（2019年9月1日） ‐ 二ノ宮篤 役
- サギデカ 第4話（2019年9月21日、NHK総合） ‐ 見当たり班・上野 役
- ハムラアキラ〜世界で最も不運な探偵〜（2020年1月24日 - 、NHK総合） - 柿崎 役
- 美食探偵 明智五郎 第3話（2020年4月26日、日本テレビ） ‐ 岩本康（ぐるめ大名）
- 明治開化 新十郎探偵帖（2020年12月11日 - 2021年2月5日、NHK BSプレミアム・BS4K） - 花迺屋因果 役
- 大河ドラマ 青天を衝け（2021年、NHK総合） - 永井尚志 役
- 警視庁強行犯係・樋口顕 最終話（2021年2月19日、テレビ東京） - 鎌田至 役
- 小吉の女房2（2021年4月2日 - 5月14日、NHK BSプレミアム・BS4K） - 岡野孫一郎 役
- 命のバトン〜赤ちゃん縁組がつなぐ絆〜（2021年11月18日、NHK BS1） - 和泉泰三 役
- 倫敦ノ山本五十六（2021年12月30日、NHK総合）
- おいハンサム!! 第4-8話（2022年1月29日 - 2月26日、東海テレビ・フジテレビ） - 小浦 役
  - おいハンサム!!2（2024年4月6日 - 5月25日）
- 正直不動産 第5話（2022年5月3日、NHK総合） - 町村隆司 役
- 大岡越前2 第四回「しじみ売りの少年」（2014年12月24日、NHK BSプレミアム・BS4K） - 八神直介 役
- 大岡越前6 第四回「三十両の親心」（2022年6月3日、NHK BSプレミアム・BS4K） - 紋蔵 役
- オールドルーキー 第7話（2022年8月14日、TBS） - 小比木克也 役
- 最果てから、徒歩5分 第1話（2022年10月1日、BSテレ東） - 望月要 役
- 一橋桐子の犯罪日記 第1話・第4話（2022年10月8日・29日、NHK総合） - 巡査 役
- 東京の雪男 第2話（2023年2月11日、NHK Eテレ）[5]
- NHKスペシャル テレビとはあついものなり〜放送70年TV創世記〜（2023年3月21日、NHK総合） - 田辺正晴 役[6]
- 女王の法医学〜屍活師〜3（2023年7月3日、テレビ東京） - 笹沢暢弘 役[7]
- 不適切にもほどがある! 第2話（2024年2月2日、TBS） - 池谷 役
- 院内警察 第10話（2024年3月15日、フジテレビ） - 安原誠 役

### その他テレビ
- ゆるやかナビゲーション ゆるナビ 内「恋する算数」（2006年、NHK総合）
- サラリーマンNEO（NHK総合）
  - Season2（2007年）
  - Season3（2008年）
  - Season4（2009年）
  - Season5（2010年）
  - Season6（2011年）
- にじいろジーン（2013年1月26日、関西テレビ）
- 地球イチバン ミニ 「世界一“美しい鳥”を探せ 中米コスタリカ」（2016年、NHK総合）

### Webドラマ
- 係長 青島俊作 THE MOBILE （2010年6月 - 、ドコモ動画）- 被疑者 野村役
- Jimmy〜アホみたいなホンマの話〜（2018年7月、Netflix） - 日比谷 役

### 映画
- ざわざわ下北沢（2000年） - 林 役
- 呪怨2（2003年） - 音声・相馬 役
- 着信アリ（2003年） - AUの従業員 役
- ジョゼと虎と魚たち（2003年） - 麻雀屋客 役
- 恋は五・七・五!（2005年） - 中村 役
- 運命じゃない人（2005年） - 主演 宮田武 役 ※2005年カンヌ国際映画出品
- 東京ゾンビ（2005年） - ヨッチャン役
- メゾン・ド・ヒミコ（2005年） - ダンスホールの若い男 役
- TRICK -劇場版2-（2006年） - ゆーとぴあを思い出した島人 役
- 地下鉄（メトロ）に乗って（2006年） - 岡村商事社員 役
- サクゴエ（2007年） - 森田健（タモさん）役 ※弓削智久（山口直人（トミー）役）とのダブル主演
- 愛の流刑地（2007年） - 検察事務官 役
- 伝染歌（2007年） - 初川刑事 役
- 百万円と苦虫女（2008年）
- ハッピーフライト（2008年） - 吉川雅司 役
- 旭山動物園物語 ペンギンが空をとぶ（2009年） - 吉田強 役
- 蟹工船（2009年） - 無電係 役
- カイジ 人生逆転ゲーム（2009年） - 太田 役
- ブラック会社に勤めてるんだが、もう俺は限界かもしれない（2009年） - 上原さん 役
- 脇役物語（2010年） - 新（アヤの元彼） 役
- あしたのジョー（2011年） - 刑事 役
- ステキな金縛り（2011年） - 裁判官（左側）役
- サラリーマンNEO 劇場版(笑)（2011年） - 早井俊介 役
- しあわせのパン（2012年） - 広川のだんなさん 役
- 麒麟の翼 〜劇場版・新参者〜（2012年） - 安田巡査 役
- のぼうの城（2012年） - 雑賀の狙撃兵・東郷十三 役
- 僕達急行 A列車で行こう（2012年）
- 夢売るふたり（2012年） - 白井 役
- 草原の椅子（2013年） - 喜多川秋春 役
- 謎解きはディナーのあとで(2013年） - 山繁悟 役
- 劇場版 ATARU THE FIRST LOVE & THE LAST KILL（2013年） - 犬飼甲子郎 役
- チーム・バチスタFINAL ケルベロスの肖像（2014年） - 玉村誠 役
- 小指ラプソディ（2014年7月26日） - 吉田誠 役
- 映画 ビリギャル（2015年） - 小学校担任 役
- ロマンス（2015年） - ロマンスカー・アテンダントの管理者 役
- 日本のいちばん長い日（2015年） - 岡部長章
- 黒崎くんの言いなりになんてならない（2016年） - 乃木坂省吾 役
- アニバーサリー 「記念日が行方不明」（2016年）
- 疾風ロンド（2016年） - 店員 役
- DESTINY 鎌倉ものがたり （2017年） - 偽亜紀子の亭主 役
- 旅猫リポート（2018年） - 五十嵐 役
- 引っ越し大名！（2019年） - 蛭田源右衛門 役
- 哀愁しんでれら（2021年）
- 科捜研の女 -劇場版-（2021年9月3日、東映） - 木村柊一 役
- ナニワ金融道 大蛇市マネーウォーズ（2022年） - 大手一郎 役

### コマーシャル
- P&G ファブリーズ
- NEC U Can Changeコーポレートコマーシャル
- エステー エアウォッシュ トイレCUBE
- 明治製菓（現・明治）キシリッシュ
- 日本コカ・コーラ GEORGIA"麻雀"篇
- ロート製薬 パンシロンキュア
- シオノギ製薬 ポポンBフレッシュ「すべての人へ篇」、ポポンS「たくさんの思い篇」（ナレーション）
- アステラス製薬 IBSネット
- 東京ガス ライフバル
- アットローン
- ケンタッキーフライドチキン 『ツイスターランチ「500円で選べる」』篇
- スカパー! 「スカパー！カンガエルー？」篇
- ユニバーサル・スタジオ・ジャパン（2022年）
- KDDI トビラ｜宇宙篇「この地球上からつながらない場所をなくす。」（ナレーション）
- SUUMO 「純喫茶 "もって＆こいだ！"」篇

### 舞台
- tsumazuki no ishi「犬目線／握り締めて」（2007年、下北沢ザ・スズナリ）
- ナイロン100℃ 34th SESSION「世田谷カフカ」（2009年、下北沢本多劇場）
- PSYCHO-PASS サイコパス Virtue and Vice（2019年、日本青年館ホール/森ノ宮ピロティホール）- 井口匡一郎 役

### ラジオ
- FMシアター（NHK-FM）
  - 風紋（2010年7月3日） - 君塚京介 役[8]
  - 星と絵葉書（2013年9月14日） - 柳田浩平 役[9]
  - おかえり（2018年9月1日） - 及川実 役[10]
  - 蛍の光　窓に雨（2017年5月27日） - 高橋彰 役[11]
  - 迷走（2015年1月24日） - 葛井検事 役[12]